# André Saint-Luc
André Saint-Luc (André, Raymond, Léopold Charles Saint-Luc) est un acteur français né à Bordeaux en Gironde, le 6 janvier 1901. Il meurt à Couilly-Pont-aux-Dames, le 25 décembre 1987.

## Filmographie
- 1951 : La nuit est mon royaume de Georges Lacombe
- 1952 : Les Dents longues de Daniel Gélin
- 1953 : Deux de l'escadrille de Maurice Labro
- 1953 : Dortoir des grandes de Henri Decoin
- 1953 : Le Petit Jacques de Robert Bibal
- 1954 : La Castiglione de Georges Combret
- 1955 : Marguerite de la nuit de Claude Autant-Lara
- 1957 : L'Étrange Monsieur Steve de Raymond Bailly

## Théâtre
- 1961 : Requiem pour une nonne de William Faulkner, adaptation et mise en scène Albert Camus, Théâtre des Mathurins
- 1961 : Noir sur blanc de Brice Parain, mise en scène Raymond Gérôme, Théâtre des Mathurins
- 1965 : Le Bourgeois gentilhomme de Molière, mise en scène Jean Darnel, Château d'Angers
- 1965 : Port-Royal de Henry de Montherlant, mise en scène Jean Marchat,  Festival d'Angers